# Ерменгол Урхельський
Ерменго́л (кат. Ermengol, лат. Hermengaudis; помер 3 листопада 1035) — єпископ Урхеля (1010—1035). Святий, шанований Римо-католицькою церквою (день пам'яті — 3 листопада). Один зі святих покровителів Урхельської єпархії.

## Життєпис

### Ранні роки
Святий Ерменгол був сином віконта Конфлану Берната. Його брат Арнау також був віконтом Конфлану, а дядько Салла його попередником на Урхельській кафедрі. Дата народження невідома. Місцем народження перекази називають селище Айгуатебію.
Перша згадка про Ерменгола відноситься до 996 року, коли його в одному з документів названо архілевітом. Бувши близьким другом графа Урхеля Ерменгола I Кордовця, святий Ерменгол став його кандидатом на заняття кафедри Урхеля після можливої близької смерті слабкого здоров'ям єпископа Салли. 1003 року між Ерменголом I і Саллою укладено угоду, за якою в обмін на 100 золотих монет або товари на суму в 200 золотих монет, а також на складання графом васальної присяги єпископу за ті володіння, які граф тримав від імені Урхельської єпархії, Салла оголосив святого Ерменгола своїм наступником у сані єпископа Урхеля. Відтоді його в документах називано архідияконом та коад'ютором Урхельської єпархії.

### Єпископ Урхеля
Після смерті єпископа Салли у вересні 1010 року святий Ерменгол став главою Урхельського єпископства. Дата його інтронізації невідома. Вперше його згадано як єпископа Урхеля в документі, датованому 6 листопада 1010 року. Незабаром після вступу Ерменгола на єпископську кафедру, у присутності графа Барселони Рамона Борреля I та графа Урхеля Ерменгола II, членів їхніх родин та багатьох знатних осіб і представників каталонського та ланґедокського духовенства, у Сео-де-Урхелі відбувся помісний собор Нарбоннської діоцезії. Це зібрання історики вважають одним із перших проявів каталонської регіональної єдності, очолюваної графами Барселони. На соборі 16 листопада з ініціативи святого Ерменгола відновлено громаду каноніків у кафедральному соборі Санта-Марія-де-Урхель. Згідно з документом, який у зв'язку з цією подією підписали Рамон Боррель I та Ерменгол II, графи передали главі Урхельської єпархії права на Сео-де-Урхель, що відповідають статусу світського правителя цього міста.
До 1010 відноситься і так зване «чудо в Іворрі», яке, на думку Римо-католицької церкви, доводить істинність таїнства євхаристії. За церковним переказом, парафіяльний священник церкви в Іворрі, Бернат Олівер, сумнівався в євхаристії, проте, коли він вкотре проводив цей обряд, вино в чаші в чудесний спосіб перетворилося на кров і її було так багато, що вона залила весь вівтар і підлогу церкви. Бернат Олівер відразу повірив у євхаристію, а єпископ Ерменгол, який негайно прибув до Іворри, оголосив те, що сталося дивом. За його наказом усі реліквії, пов'язані з цією подією, зібрали і частина з них збереглася донині, ставши об'єктом паломництва католиків.
Наприкінці 1011 — в першій половині 1012 святий Ерменгол разом з графом Ерменголом II відвідав Рим. Тут він отримав від папи римського Сергія IV буллу, яка визнавала те, що сталося в Іворрі, чудом і давала привілеї заснованому тут минулого року монастирю Санта-Марія-де-Іворра. Також святий Ерменгол отримав від папи Сергія кілька реліквій, а від його наступника, папи Бенедикта VIII, ще дві булли: одну — з привілеями для громади каноніків кафедрального собору Санта-Марія-де-Урхель, іншу — з підтвердженням усіх майнових і територіальних володінь (зокрема, про включення в церковну юрисдикцію єпископства земель графства Рібагорса та про право урхельських єпископів на світську владу над містом Сео-де-Урхель).
24 листопада 1017 року святий Ерменгол очолив церемонію інтронізації нового єпископа Роди Борреля. Разом з єпископом Каркассона Адальбертом і єпископом Комменжа Петром він висвятив Бореля в сан, а потім отримав від нього, за згодою графа Рібагорси Гільєма II, клятву вірності, в якій єпископ Роди визнавав свою єпархію підлеглою Урхельському єпископству. Це перший в історії Каталонії IX—XI століть акт визнання главою однієї з каталонських єпархій влади над собою ієрарха, який не має сану архієпископа і не очолює митрополію. Історики вважають, що це стало можливим лише тому, що в цей час кафедра Нарбоннського архієпископства, яке було митрополією для каталонських єпархій, була вакантною, а територія єпископства Рода нещодавно зазнала атаки мусульман.
З документів судового засідання, яке відбулося 5 листопада 1024 року, відомо про участь єпископа Ерменгола в Реконкісті: незадовго до цієї дати він на чолі урхельського війська відвоював у маврів Гісону і приєднав її до своєї єпархії.

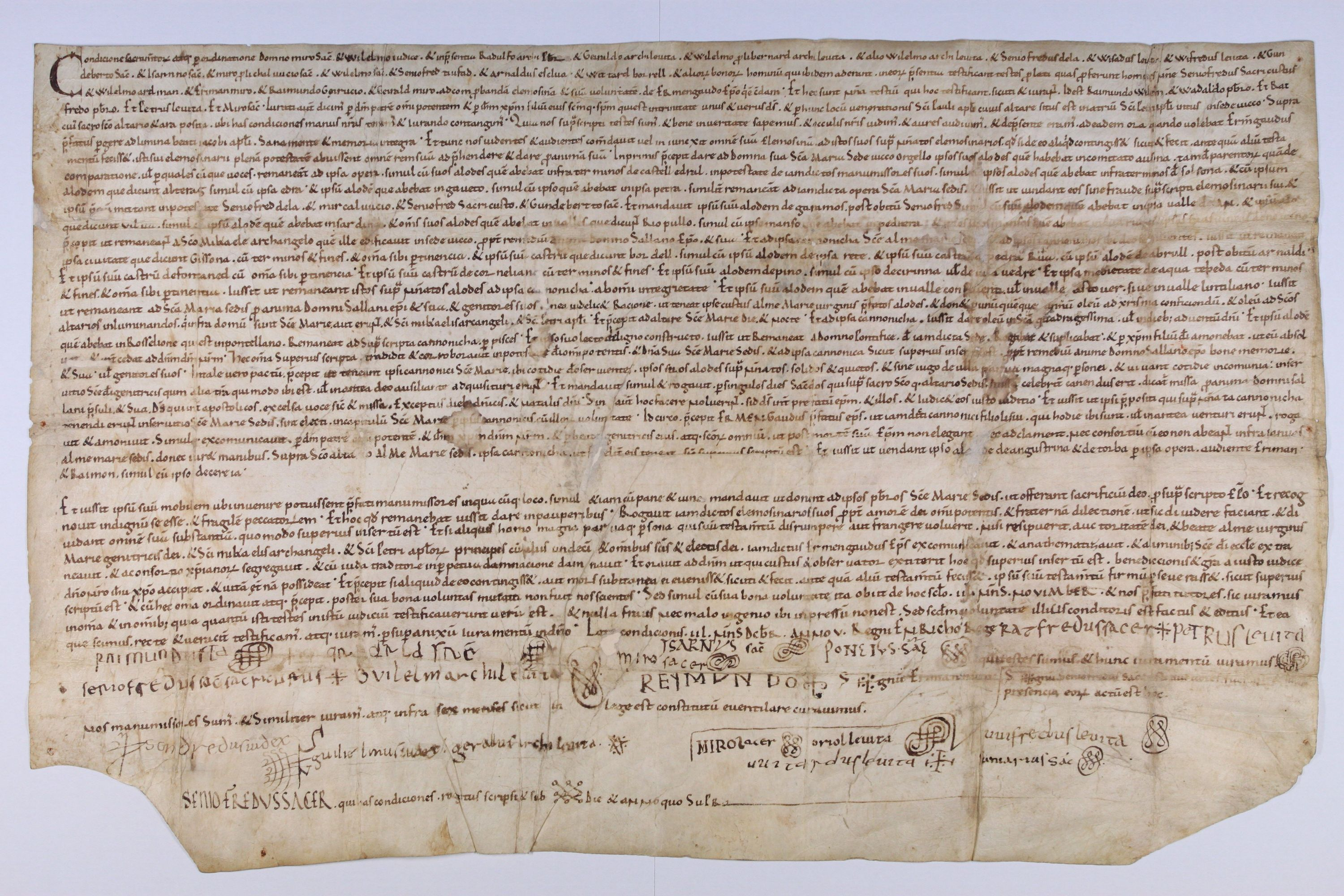
Заповіт Ерменгола

Перебуваючи в дружніх стосунках із графом Ерменголом II, єпископ Урхеля отримав від графа багато дарів, серед них кілька поселень та вілл. Сам святий Ерменгол заснував монастирі Санта-Хуліа-де-Коанер (1024) і Сан-Пере-де-Портелья (1035), а також розпочав зводити нову будівлю кафедрального собору, церкви Санта-Марія-де-Урхель, яка збереглася донині. Завдяки підтримці графа Урхеля, Ерменгол успішно боровся зі спробами каталонських феодалів привласнити майно та володіння Урхельської єпархії.
Загинув святий Ерменгол 3 листопада 1035 року, впавши з будівельних риштувань і розбившись об прибережні камені, коли став занадто завзято підганяти робітників, які будували біля Ал-Пон-да-Бару новий міст через річку Сегре. Його наступником на кафедрі Урхеля став єпископ Ерібо (Eribau).

### Посмертне шанування

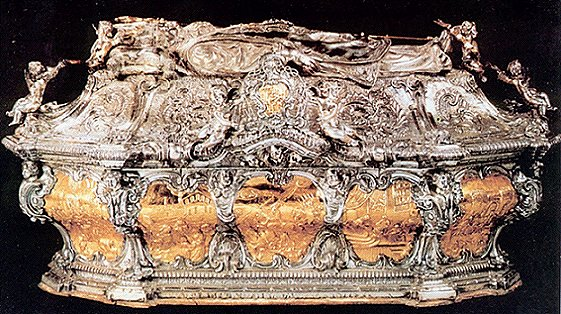
Рака святого Ерменгола зі собору Санта-Марія-де-Урхель (1755)

Вшанування єпископа Ерменгола в Урхельській єпархії почалося одразу після його смерті. Згідно з переказами, вже загибель Ерменгола супроводжувалася чудесами, які доводили його святість, а навесні 1036 року тільки молитви урхельців до померлого єпископа поклали край посусі. 1041 року схоластик Боррель написав «Житіє Ерменгола» («Vita Ermengaudus»), а до 1043 року відносять першу згадку про святкування в Сео-де-Урхелі 3 листопада дня пам'яті Ерменгола. 20 травня 1046 року єпископ Урхеля Гільєм Віфре урочисто оголосив Ерменгола святим Урхельської єпархії, після чого культ святого Ерменгола почав поширюватися всією Каталонією.
У виданих 1487 року у Венеції та 1536 року у Валенсії молитовниках містилися описи літургійних обрядів на честь святого Ерменгола, в яких його згадано як захисника від посухи. 1867 року папа римський Пій IX канонізував Ерменгола і включив його ім'я в мартирологи для поминання.
Від середини XI століття мощі святого Ерменгола перебували в кафедральному соборі Сео-де-Урхеля, проте 1936 року, під час Громадянської війни в Іспанії, їх втрачено. На згадку про святого від 1957 року в Сео-де-Урхелі проходить спеціальний культурно-історичний фестиваль (Rataule de Sant Ermengol).